# Коренной ельник и болото «Омшаник»
Коренной ельник и болото «Омшаник» — государственный природный заказник (комплексный) регионального (областного) значения Московской области, целью которого является сохранение ненарушенных природных комплексов, их компонентов в естественном состоянии; восстановление естественного состояния природных комплексов, нарушенных рубками и осушительной мелиорацией прошлых десятилетий, поддержание экологического баланса. Заказник предназначен для:
- сохранения и восстановления природных комплексов;
- сохранения местообитаний редких видов растений и животных.

Заказник основан в 1981 году. Местонахождение: Московская область, Волоколамский городской округ, сельское поселение Спасское, к северо-северо-востоку от деревни Клишино, к востоку от деревни Скорякино. Общая площадь заказника составляет 166,58 га. Заказник включает квартал 34 Спасского участкового лесничества Волоколамского лесничества.

## Описание
Территория заказника расположена в зоне распространения свежих, влажных и сырых водноледниковых и моренных равнин на южном подножии склона Смоленско-Московской возвышенности. Заказник включает участок древней ложбины стока, в настоящее время наследуемый долиной реки Демшенко (правый приток реки Волошни), а также участки моренных равнин.
Кровля дочетвертичного фундамента представлена в данной местности известняками и доломитами среднего карбона. Абсолютные высоты поверхности в пределах заказника колеблются от 198 м (уровень меженного уреза реки Демшенко в районе южной границы заказника) до 217 м (верхняя часть склона моренного холма в юго-восточном углу заказника).
Наиболее возвышенное положение в заказнике занимают склоны моренных равнин, сформировавшиеся в северной и юго-западной частях, а также юго-восточном углу территории на абсолютных высотах 205—217 м. В северной части заказника выделяется слабоволнистая поверхность моренной равнины с уклонами до 3° в сторону древней ложбины стока. В крайней юго-западной части заказника образовалась плоская поверхность моренной равнины, осложненная западиной, которая занята верховым болотом (площадью 2,3 га) с большим количеством биогенных форм рельефа — болотными кочками, искорями — а также участками переходных и низинных болот. Вдоль западной границы заказника моренная равнина прорезается эрозионной ложбиной с временным водотоком. Юго-восточная оконечность заказника включает небольшой участок склона моренного холма крутизной до 5—7°.
Поверхности моренных равнин сложены покровными суглинками на моренных отложениях. Понижения по типу заболоченных западин выполнены торфами. На склонах равнин отмечаются процессы делювиального смыва и дефлюкции, по днищам западин — сезонное подтопление, торфонакопление и образование растительных кочек, искорей.
Древняя ложбина стока, поверхности которой сформировались на абсолютных высотах 198—205 м, протягивается в субмеридиональном направлении. Ширина ложбины стока — порядка 1 км. Крутизна склонов ложбины стока не превышает 2—3°. Днище ложбины занято долиной реки Демшенко с неясно выраженным поперечным профилем. В юго-западной части заказника основная ложбина стока принимает более мелкую, шириной до 200 м. Поверхности ложбин стока сложены пролювиальными и делювиальными суглинками, подстилаемыми водноледниковыми песками и супесями. Для ложбин характерны процессы делювиального смыва на склонах и заболачивания по днищам.
Территория заказника относится к бассейну реки Рузы (левый приток реки Москвы). На большей части территории поверхностный сток стремится в днище древней ложбины стока, где протекает река Демшенко, единственный постоянный водоток в заказнике. Протяженность реки в пределах заказника — 1,2 км, ширина русла в межень — 1—2 м. Русло реки местами перегорожено завалами древесной растительности, в связи с чем течение в ней практически отсутствует и происходит подтопление прирусловых участков долины. В западной оконечности заказника сток направлен в эрозионные ложбины с временными водотоками, впадающими в реку Чернавку — приток реки Демшенко второго порядка.
Почвенный покров на возвышенных поверхностях моренной равнины представлен дерново-подзолистыми почвами, в нижних частях склонов и в понижениях с замедленным дренажем — дерново-подзолистыми глеевыми. На переувлажненных участках в ложбинах стока сформировались перегнойно-глеевые почвы. На болотах развиты торфяные олиготрофные и эутрофные почвы.

### Флора и растительность
На территории заказника представлены еловые и елово-осиновые старовозрастные леса, верховые сосновые болота, лесокультуры сосны и ели, участки сероольшаников и зарастающие вырубки.
Преобладающими типами лесов на территории заказника являются старовозрастные высокоствольные еловые и осиново-еловые двулепестниково-кислично-папоротниковые леса с березой. Во втором ярусе и подросте также доминирует ель. Диаметр стволов ели в среднем составляет 45 см, осины — 50 см (до 60 см). В подросте, кроме ели, обычна рябина и осина. Кустарниковый ярус редкий, встречаются крушина ломкая, жимолость лесная и малина. В травяном покрове отмечены в основном таёжные виды растений. Кроме кислицы обыкновенной, обильны двулепестник альпийский и щитовник распростёртый, встречаются постоянно, но с меньшим обилием щитовники мужской и картузианский, а также кочедыжник женский. Пятнами встречаются голокучник Линнея, или обыкновенный, и фегоптерис связывающий. Типичными видами этих лесов являются подмаренник трехцветковый, майник двулистный, седмичник европейский, ожика волосистая, черника, живучка ползучая, мицелис стенной, фиалка теневая, осока пальчатая. Моховой покров образован таёжными (плеурозиум Шребера и другие) и нежными дубравными мхами (атрихум, виды мниума), а также печеночным мхом — плагиохиллой. Очень много зеленых мхов и эпифитных лишайников на стволах деревьев, в том числе на старых осинах встречается некера перистая, занесенная в Красную книгу Московской области. В понижениях помимо этих видов растут вербейник обыкновенный, скерда болотная, гравилат речной, бодяк разнолистный, хвощи лесной или луговой, овсяница гигантская, есть пятна долгих (политриховых) и сфагновых мхов. Единично встречаются вероника лекарственная, воронец колосистый, вороний глаз четырёхлистный.
На верховом сосновом болоте с подростом березы и ели чернично-сфагновом сосны имеют в среднем диаметр стволов 22—25 см. Здесь обильна черника, встречаются голубика, пушица влагалищная, клюква болотная, багульник болотный, брусника. На стволах и ветвях сосен, елей, березы пушистой много лишайников, в том числе эвернии.
Верховое болото окружает полоса переходного болота с тростником и вейником сероватым, обильны сфагновые мхи, осока вздутая и волосистоплодная, кизляк кистецветный, сабельник болотный, встречается вахта трехлистная, пушица многоколосковая и вербейник обыкновенный.
На небольших низинных ивняковых болотах среди еловых лесов обилен подрост березы пушистой, встречаются таволга вязолистная, вейник сероватый, мята полевая, паслен сладко-горький, вербейник обыкновенный, лютик ползучий, бодяк болотный, полевица собачья, хвощ речной, кочедыжник женский, дудник лесной, осоки пузырчатая, чёрная и сероватая. На сырых лужайках рядом с болотами и по прогалинам растут купальница европейская и пальчатокоренник Фукса — редкие и уязвимые виды, не включенные в Красную книгу Московской области, но нуждающиеся на территории области в постоянном контроле и наблюдении, а также фиалка лысая, сивец луговой, лапчатка прямостоячая, зеленые мхи.
Ложбины стока заняты сероольшаниками с участием ели крапивно-таволговыми с недотрогой обыкновенной, вербейником обыкновенным, овсяницей гигантской и другими видами влажнотравья.
В днище долины реки Демшенко растут ольха серая, ель, черемуха, ива козья, в травостое доминируют крапива двудомная, двукисточник тростниковидный, купырь лесной и таволга вязолистная, встречаются кочедыжник женский, недотрога обыкновенная, мягковолосник водяной, зюзник европейский, овсяница гигантская, пырейник собачий, шлемник обыкновенный, гравилат речной, герань болотная, лютик ползучий, бодяк овощной, будра плющевидная, паслен сладко-горький, незабудка болотная.
Обширные вырубки зарастают березой, осиной, ивой козьей (высотой 5—6 м), елью и кустарниковыми ивами. На полянах здесь обильны щучка дернистая, полевица тонкая, герань болотная, бодяк болотный, осоки опушенная и чёрная, таволга вязолистная, ситники развесистый и тонкий, сивец луговой, купальница европейская и скерда болотная. На многих вырубках созданы лесокультуры ели. Просеки на вырубках заболочены, здесь обильны осоки, ситники, камыш лесной.
По окраинам лесов и на небольших полянах по периферии леса представлены зарастающие разнотравно-вейниковые луга с группами ивы козьей, старыми березами, ольхой серой. На лугах среди зарослей вейника наземного встречаются буквица лекарственная, зверобой продырявленный, вербейник обыкновенный, дудник лесной, тимофеевка луговая, бодяк болотный, купальница европейская. Группами растет малина. На приподнятых участках увеличивается доля разнотравья и бобовых — появляются василек луговой, чина луговая, горошек мышиный, тысячелистник обыкновенный, короставник полевой и другие виды. Из злаков много тимофеевки луговой, полевицы тонкой, встречаются душистый колосок, овсяница луговая и гребенник обыкновенный.

### Фауна
Несмотря на небольшую площадь заказника, его животный мир отличается хорошей репрезентативностью для соответствующих природных сообществ Московской области и высоким видовым богатством. Отмечено обитание 68 видов наземных позвоночных животных, в том числе трех видов амфибий, двух видов рептилий, 49 видов птиц и 14 видов млекопитающих.
Основу фаунистического комплекса наземных позвоночных животных заказника составляют виды, характерные для хвойных (преимущественно еловых) и смешанных лесов нечернозёмного центра России. Абсолютно преобладают виды, экологически связанные с древесно-кустарниковой растительностью. Большая протяженность и изрезанность опушечной линии и близость довольно обширного комплекса низинных лугов и болот определяет наличие здесь видов, связанных с лугово-полевыми местообитаниями. По сравнению с предыдущей группой видов видовой состав данной группы значительно обеднен. Видов, экологически связанных с водоемами, ещё меньше, что отражает ограниченность этих угодий в пределах заказника. Незначительная доля синантропных видов, тяготеющих к близлежащим населенным пунктам, свидетельствует о высокой степени сохранности и целостности природного комплекса.
В пределах заказника выделяются следующие хорошо различающиеся зоокомплексы (зооформации): зооформация хвойных и смешанных лесов и верховых болот, зооформация речных пойм, зооформация опушечных и открытых местообитаний.
Зооформация хвойных и смешанных лесов занимает большую часть территории заказника, господствуя в еловых, смешанных осиново-еловых и березово-еловых древостоях с развитым вторым ярусом и подростом ели, а также на участках сомкнутых еловых и сосновых культур и на верховом сосновом болоте. Основу населения в этих местообитаниях составляют типичные таёжные виды как европейского происхождения (рыжая полёвка, лесная куница, зяблик, чиж, пеночка-весничка, пеночка-теньковка, желтоголовый королёк, серая мухоловка, зарянка, певчий дрозд и другие), так и сибирского (обыкновенная белка, рябчик, желна, рябинник, зелёная пеночка, пухляк). С хвойными лесами заказника связаны в своем распространении также лось, лесная завирушка и серая жаба. Значительную долю населения в хвойных лесах с умеренной степенью увлажнения составляют выходцы из европейских широколиственных лесов — обыкновенный ёж, обыкновенная бурозубка, вяхирь, обыкновенная иволга, сойка, лазоревка, большая синица, пеночка-трещотка, славка-черноголовка, крапивник, чёрный дрозд, а также широко распространенные лесные виды — кабан, тетеревятник, обыкновенная кукушка, большой пёстрый дятел, ворон, обыкновенный поползень. В пределах данной зооформации отмечено обитание обыкновенной гадюки — вида, занесенного в Красную книгу Московской области.
Зооформация пойменных местообитаний приурочена к небольшой по площади территории, но играет важную роль в поддержании биоразнообразия лесного массива заказника. В основном этот тип животного населения связан с прирусловым понижением в долине реки Демшенко, а также с некоторыми заболоченными ложбинами стока, с преобладанием ольхи серой в древесном ярусе.
Характерными обитателями околоводных комплексов в данном лесном массиве являются горностай, черныш, обыкновенный соловей, садовая и болотная камышовки, садовая славка, речной сверчок, ополовник, обыкновенная чечевица. Чаще, чем в других местообитаниях, здесь встречаются мухоловка-пеструшка, малый дятел, а в период гнездования — и большой пёстрый дятел. На немногих обводненных участках встречаются прудовые лягушки. На реке Демшенко отмечаются следы деятельности европейского речного бобра, а также встречается серая цапля.
Важная роль в поддержании экологических связей лесного массива с окружающими открытыми ландшафтами принадлежит зооформации кустарниковых опушек, лесных полян и лугов. Крупные поляны по окраинам лесного массива заказника не имеют специфического населения позвоночных животных, но здесь отмечается повышенная плотность комплекса опушечных видов, среди которых: обыкновенный крот, полевая мышь, канюк, тетерев (редкий и уязвимый вид, не включенный в Красную книгу Московской области, но нуждающийся на территории области в постоянном контроле и наблюдении), лесной конёк, обыкновенный жулан, обыкновенная горихвостка, сорока, серая славка, серая мухоловка, зеленушка, щегол, обыкновенная овсянка, живородящая ящерица. По лесным полянам и опушкам отмечаются редкие виды бабочек — медведица-госпожа, переливница большая, или ивовая, адмирал (редкий и уязвимый вид, не включенный в Красную книгу Московской области, но нуждающийся на территории области в постоянном контроле и наблюдении).
При переходе к частично зарастающим лугам, расположенным вдоль внешних опушек заказника, этот комплекс обогащается за счет таких характерных лугово-полевых и синантропных видов, как обыкновенная полёвка, чибис, полевой жаворонок, белая трясогузка, деревенская ласточка, грач, скворец, луговой чекан, чёрный стриж.
Во всех местообитаниях заказника встречаются заяц-беляк, обыкновенная лисица и остромордая лягушка.

## Объекты особой охраны заказника
Охраняемые экосистемы: старовозрастные осиново-еловые и еловые кислично-папоротниковые леса, верховое сосновое болото чернично-сфагновое с участками переходных болот.
Места произрастания и обитания охраняемых в Московской области, а также иных редких и уязвимых видов растений и животных, зафиксированных на территории заказника, перечисленных ниже, а также тетерева.
Охраняемые в Московской области, а также иные редкие и уязвимые виды растений:
- виды, занесенные в Красную книгу Московской области: некера перистая;
- виды, являющиеся редкими и уязвимыми таксонами, не включенные в Красную книгу Московской области, но нуждающиеся на территории области в постоянном контроле и наблюдении: купальница европейская, пальчатокоренник Фукса.

Охраняемые в Московской области, а также иные редкие и уязвимые виды животных:
- виды, занесенные в Красную книгу Московской области: обыкновенная гадюка, медведица-госпожа, переливница большая, или ивовая;
- виды, являющиеся редкими и уязвимыми таксонами, не включенные в Красную книгу Московской области, но нуждающиеся на территории области в постоянном контроле и наблюдении: адмирал.